# イロマンツィの戦い
イロマンツィの戦いは継続戦争の戦いの一つ。1944年7月26日から8月13日にかけてフィンランド軍とソビエト連邦軍がソフィン国境のフィンランド 北カルヤラ（北カレリア）イロマンツィ村近郊の40km×30kmの範囲で行った戦闘。戦闘はフィンランドの勝利で終わり、これは継続戦争最後の大規模戦闘になった。

## 戦闘序列

### フィンランド軍
戦闘以前のこの地域のフィンランド軍はEkman大佐の第21旅団のみであったが、騎兵旅団に加え第3国境山岳猟兵大隊、2個大隊規模支隊の3個大隊程度増強された。この地域の全フィンランド軍はグループR(Group Raappana)と呼ばれる組織に一時的に属しており、この戦闘群はエリッキ・ラーッパナ少将の指揮の下、ソ連軍の侵攻を食い止め、クオリスマー(Kuolismaa)村の交差点を奪回することを目指した。
当初のソビエトの侵攻によって当初は7000名の兵力の第21旅団が遅延防御を行っていた。カレリア戦線の安定が見込めるようになると、騎兵旅団が第21旅団の援軍として早急に送られ、7月31日には兵力を合計で13000に増強し反撃を始めた。

### ソビエト連邦
キリル・メレツコフ中将のカレリア戦線軍は第32軍ゴレレンコ中将の下、Zolotarjov大佐の第176師団とTsernuha少将の第289師団の2個師団でイロマンツィに向けて侵攻していた。
包囲を縮めるように戦闘が進み、この地域のソ連軍は第3、第69、第70などの海軍系旅団や他の部隊によって増強された。
ソ連の情報によると、カレリア地峡の攻勢の開始は1944年7月21日であり、ソ連第32軍の第176歩兵師団と289歩兵師団の合計はおおよそ16000人であった。
7月31日、イロマンツィ地方でのフィンランド軍の反撃が開始されたとき、双方の合計戦力は11000人に減少していた。包囲された176、289師団を支援するソビエト第3海軍歩兵旅団、第69、第70海軍狙撃旅団の増強で、ソビエトのイロマンツィ付近での混成歩兵戦力は2万人より僅かに大きくなった。

## 戦闘

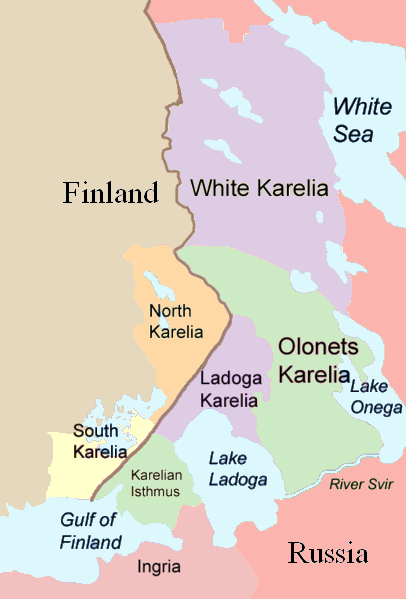
カレリア地方

1944年7月21日までの初期にはソ連軍の攻勢は成功しているかに見えた、ソ連軍の部隊は1940年のソフィン国境の越境が可能と考えられており、これは継続戦争勃発以降ソ連軍の攻勢全体で唯一のタイミングであった。フィンランドの援軍は7月28日に到着し、ラーッパナ少将は31日には反撃を開始した。
Utrio地域は防衛計画で中心的役割を果たした。森林戦に慣れた騎兵部隊の快速大隊が湖の間にあるこの地域を通って、この地域に攻撃側のソ連軍第289、176師団の間の楔のように割って入った。開幕戦はフィンランド第6軽歩兵大隊が勝利を飾り、その後LeminahoとLutikkavaara丘陵で包囲に反抗して向きを変え、ウーシマー騎兵連隊が隣接する第1軽歩兵連隊とともにUtrio地域とRuukinpohja川を越えて攻撃をおこなった。既に8月1日にはフィンランド軍は冬戦争のときと同じようにモッティ戦術を使用してソビエト第176師団の唯一の退路をふさぐことに成功し、8月3日には両方の師団が包囲されている。
ソビエトは新たに機甲支援の元で3個旅団を展開し道路を確保、開囲を行おうとしたが、フィンランドの奮戦によってこれは回避された。フィンランド人の包囲の気を逸らすための新たな攻撃がおこなわれ、その機会に包囲されたソ連軍師団は重機などの兵器を放棄し、森を通ることで何とか包囲から離脱することができた。フィンランド軍に比べて優勢なソ連軍が包囲された衝撃によって、ソ連軍は特に森林地域で開囲を行う望みを減らしており、包囲されたソ連兵の多くは8月10日までに味方側に向けて逃亡した。

## 結果
ソ連軍の2個師団はフィンランド戦線最後の主要行動で大きく戦力をそがれ、2個師団の残党は崩壊前に包囲から抜け出しかろうじて逃げ出した。軍事史家は2個のソ連軍師団は戦いの中盤にあたる一週間経過の時点で3200名の戦死者を残して敗走し、さらに多くが負傷・行方不明になったとしており、100を超える重砲、ほぼ100台近い車両、その他のソ連軍兵器をフィンランド軍が鹵獲したとする。イロマンツィの戦いでの指揮のすばらしさはエリッキ・ラーッパナの名を一躍高めた。

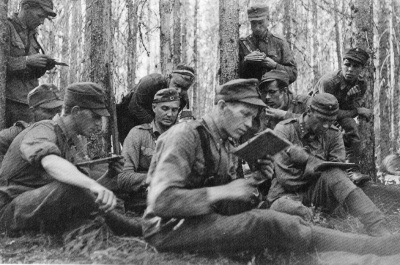
イロマンツィの森にいるゲリラ支隊

"ラーッパナ群"("Ryhmä Raappana")は10日でイロマンツィのソビエト軍を狙って36000を超える砲弾を打ち込んだ。これに対し同時期にソ連のイロマンツィ参加砲兵は10000発の砲弾しか使えなかった。主な理由としてはフィンランドの輸送妨害戦術による砲弾の少なさがあるとされる。たとえば、ヘイッキ・ニッカネン大尉率いるシッシゲリラ支隊が30台の輸送トラックを破壊している。
ソ連軍の攻勢が始まった6月以来、フィンランド側は9度目の防衛勝利であった。モスクワのソ連軍部はフィンランドが戦いの要所を押さえていることを理解した。戦闘の後、スタフカは攻勢を停止し、フィンランドへの無条件降伏勧告をあきらめた。その後1944年9月19日にモスクワ休戦協定が結ばれた。

## その後
フィンランド大統領マウノ・コイヴィストは1994年の8月にイロマンツィの戦いで勝利してから50周年の祝賀会として北カレリアのヨエンスーで行われたセミナーで語った。彼はこの戦いをグリーンベレーに入ったことで有名なラウリ・トルニ大尉の率いる偵察隊兵士として見ており、次のように述べた。
1944年の夏、赤軍は攻勢を開始しフィンランドの排除を狙った。フィンランド人は「非常に苦労した」、しかし彼らは「降伏はしなかった」、「われわれは要所で敵をとめることに成功し、イロマンツィの最終戦で敵を少し押し返した」
フィンランドとソ連が戦闘を終え、休戦協定調印の50年の機会に行われた1994年9月4日に行われたスピーチでは、エスコ・アホ首相は次のように述べた
"私は夏の戦いでの敗北も、しかし、大国を超える小国の勝利も見ていない。ソ連首脳部の目的には遠く及ばない位置で大国の力は止められた。フィンランドは軍事的に負かされなかった･･･(中略)フィンランドは自らの自治と自らの民主的社会制度を保持していた(中略)フィンランドは･･･平和を勝ち取った"

## 註
1. 1 2 3 4 5 6  'Ilomantsi sodassa'
2. 1 2  Raunio & Kilin (2009) p.290-291
3. ↑  Raunio & Kilin (2009) p.273
4. ↑  Raunio & Kilin (2009) p.276, 283
5. ↑  Raunio & Kilin (2009) p.276-286
6. ↑  Raunio & Kilin (2009) p.287-291

## 参照
- Leskinen, Jari; Juutilainen, Antti, eds (2005) (Finnish). Jatkosodan pikkujättiläinen. Porvoo: Werner Söderström OY. ISBN 951-0-28690-7
- Nordberg, Erkki (2003) (Finnish). Arvio ja ennuste Venäjän sotilaspolitiikasta Suomen suunnalla [Estimate and prediction of Russian military policy in Finnish direction]. Helsinki: Art House. ISBN 951-884-362-7
- Rausio, Ari; Kilin, Juri (2009) (Finnish). Jatkosodan torjuntataisteluja 1942-44 [Defensive Battles of Continuation War 1942-44]. Helsinki: Karttakeskus. ISBN 978-951-593-070-5
- Rysti, Tuomo (director, writer) (4 June 2003). Korpisodan suurvoitto [Major victory in war in the wilderness] (Finnish). Finland: Yleisradio (YLE).

- “Ilomantsi sodassa” (2009年8月3日). 2010年7月20日閲覧。

座標: 北緯62度43分05秒 東経31度31分34秒 / 北緯62.718度 東経31.526度